# جان سوین
جان سوین (انگلیسی: John Swayne؛ ۳ ژوئیه ۱۸۹۰ – ۱۶ دسامبر ۱۹۶۴) فرد نظامی اهل بریتانیا بود. وی همچنین برندهٔ جوایزی همچون نشان حمام و نشان امپراتوری بریتانیا شده‌است.
وی یک افسر ارشد ارتش بریتانیا بود که در طول جنگ جهانی دوم به عنوان فرمانده ستاد فرماندهی جنوب شرقی منصوب شد.